# グランド・セントラル・マディソン駅
グランド・セントラル・マディソン駅（グランド・セントラル・マディソンえき、英語: Grand Central Madison）は、ニューヨーク州ニューヨーク市マンハッタン区にあるメトロポリタン・トランスポーテーション・オーソリティ（MTA）傘下のロングアイランド鉄道（LIRR）の地下駅である。
イースト・サイド・アクセスの一環として、2023年1月25日に開業した。名前の通り、メトロノース鉄道のグランド・セントラル駅とマディソン街の地下にある。イーストサイド・マンハッタンとロングアイランド間の移動の簡易化と、ウェストサイド・マンハッタンに位置するLIRRのターミナル駅であるペンシルベニア駅の混雑緩和のために建設された。当駅からグランド・セントラル駅に乗り入れるメトロノース鉄道のハーレム線、ハドソン線とニューヘイブン線に、またグランド・セントラル-42丁目駅に乗り入れるニューヨーク市地下鉄に乗り換えることが出来る。

## 路線
当駅にはロングアイランド鉄道のほとんどの他路線に乗り換えることが出来る本線が乗り入れる。MTAは、LIRR利用者のうち45%が当駅を使うと予想している。
LIRR内の非電化区間で運用されているC3型客車は63丁目トンネルを通ることができないため、同鉄道内の非電化区間を利用する乗客は、乗り換えをする必要がある。

## 歴史

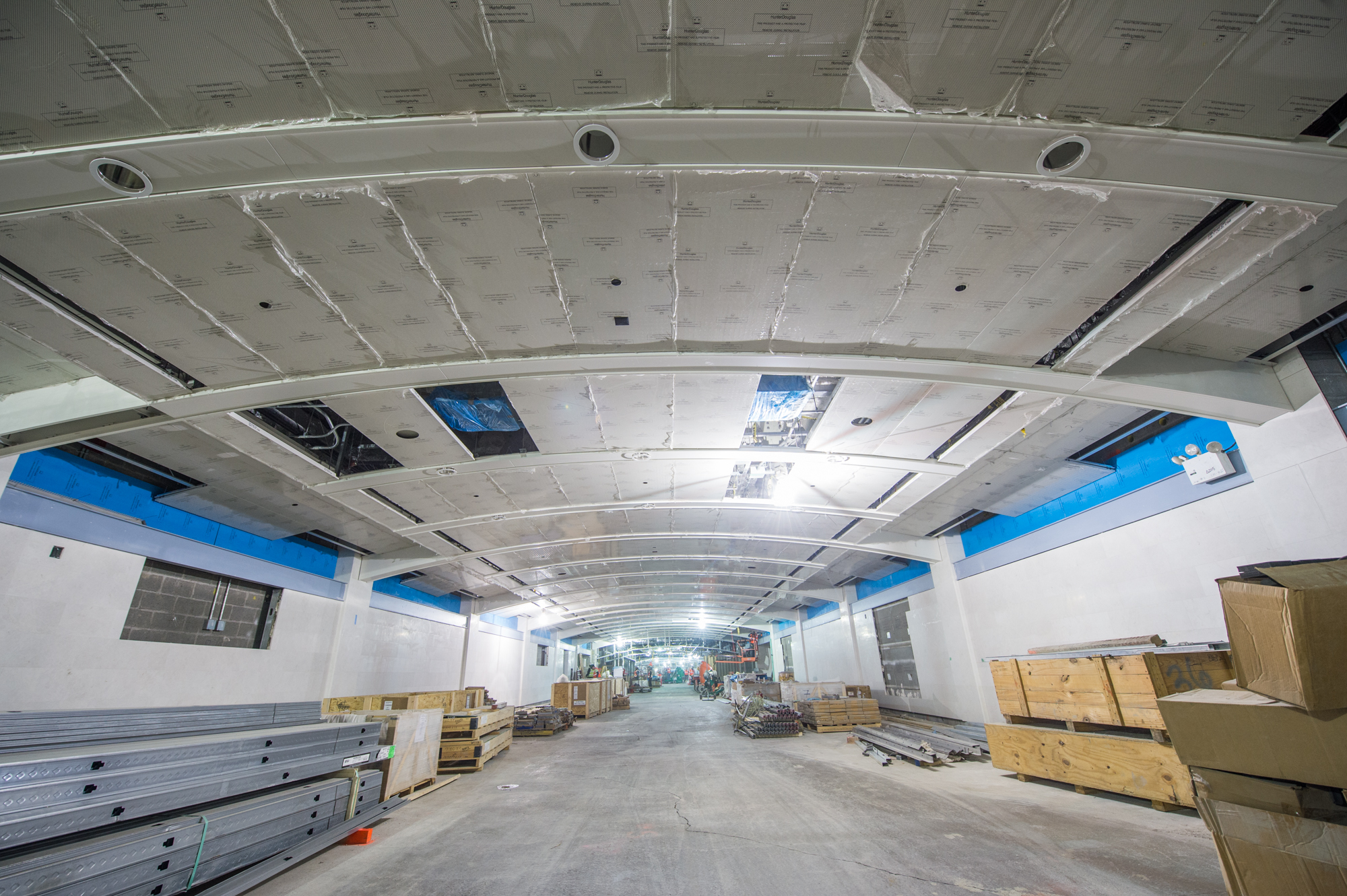
建設中のコンコース（2019年）

マンハッタン東部にLIRRを接続させる公式な提案は、古くても1963年には行われていた。1968年、プログラム・フォー・アクションの一環として63丁目トンネルと48丁目にLIRRのメトロポリタン・トランスポーテーション・センターの建設が提案された。しかし近隣住民の反対にあったため、MTAは1977年までにLIRRをグランド・セントラル駅に接続させることを決定したが、1975年のニューヨーク市の財政難の影響で、着工は無期限に延期された。
1990年代のある研究により、LIRR利用者の半分の職場がペン・ステーションよりもグランド・セントラル近くにあることが発覚したことから、イースト・サイド・サクセス事業が再稼働することとなった。当駅は2001年に着工した。事業の推定総工費は2004年には44億ドルだったのが、2006年には64億ドルに、2017年には111億ドルに達していた。
2022年5月、新駅の名前が「グランド・セントラル・マディソン」となることがMTAにより発表された。当駅がグランド・セントラル駅とマディソン街の地下にあることが名前の由来である。当駅が連邦鉄道局の規則の対象となった2022年12月9日、LIRRに当駅の業務管理が委託された。しかし、その後換気機の不具合が見つかり、開業はまた延期された。同年12月、MTAは開業を2023年1月に延期することを発表。2023年1月25日、開業した。

## 駅構造

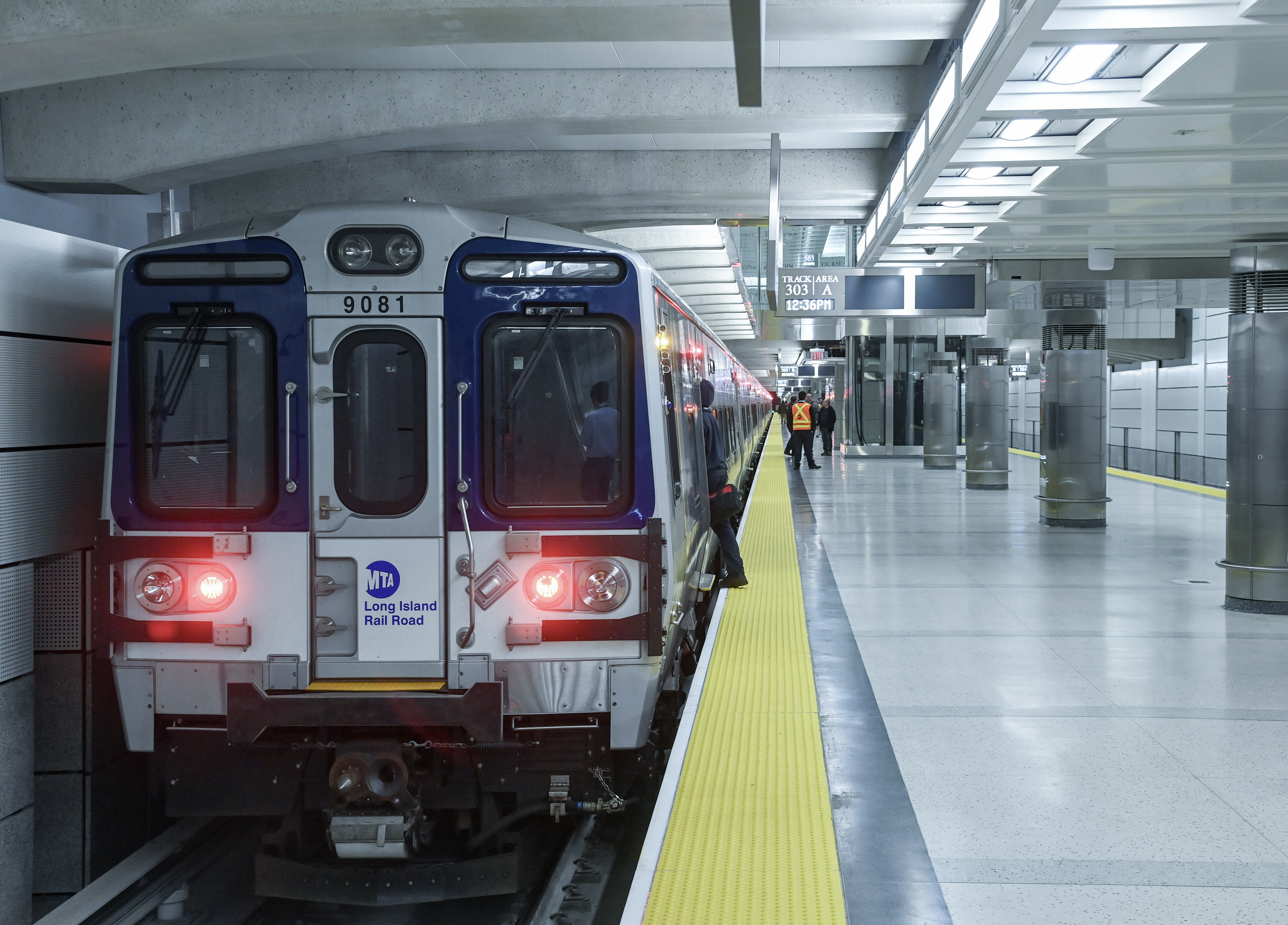
303番線に停車中のM9形電車

当駅は700,000平方フィート (65,000 m2)の面積を誇る。地下2階建て。

### コンコース

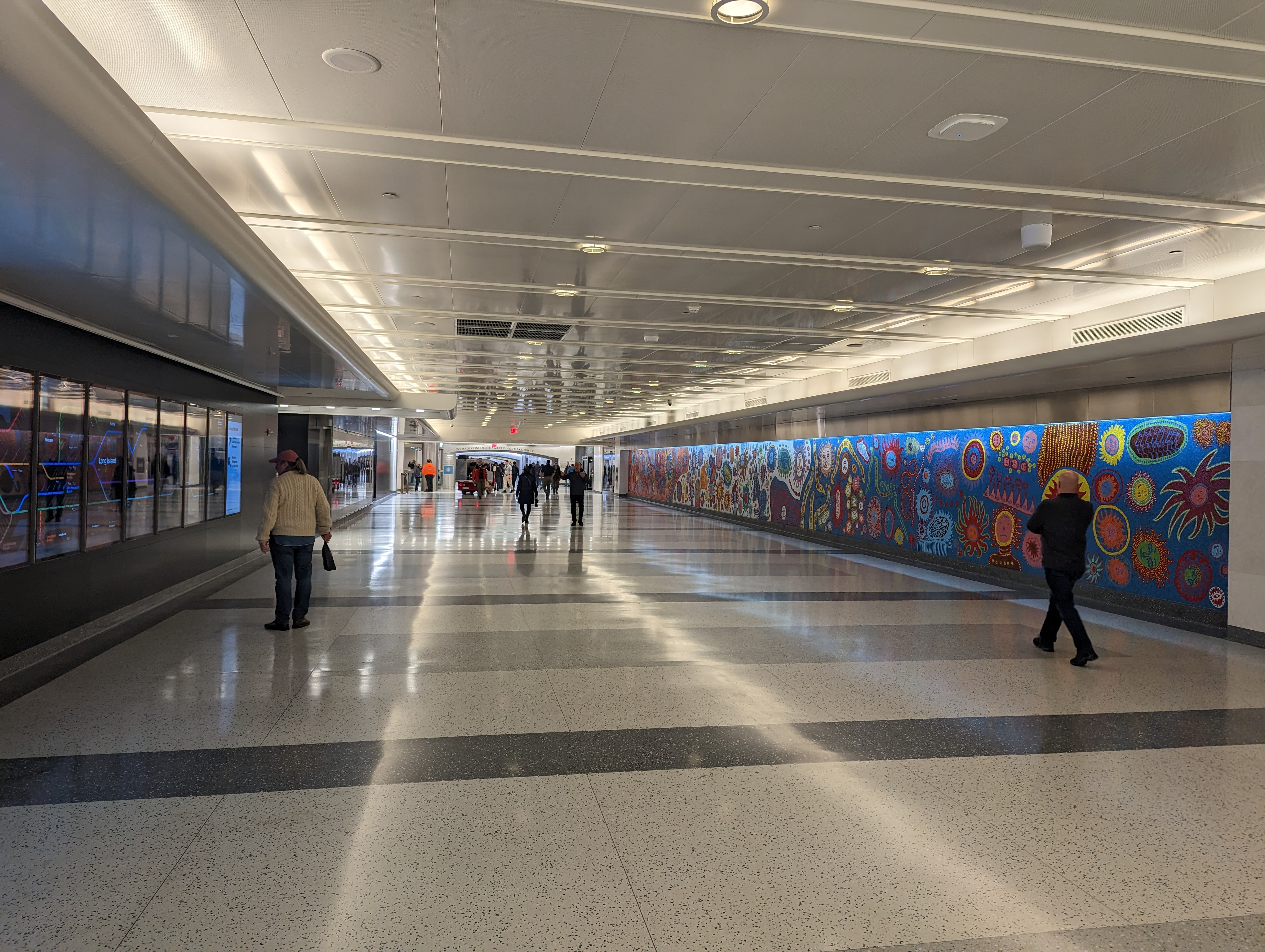
コンコース（開業日撮影）

コンコースはマディソン・コンコースと呼ばれ、小売業者やレストランなどが25店舗入居している。メトロノース鉄道のグランド・セントラル駅からは階段か、22機のエレベーターか、47機のエスカレーターを使ってアクセスできる。なお、既存のLIRRが管理する駅にあるエスカレーターの数は合計で19である。エスカレーターは最大長が180フィート (55 m)で、90フィート (27 m)の高低差となる。
当駅の出入り口は、グランド・セントラル駅のダイニング・コンコースとビルトモア・ルームに、また45丁目、46丁目と48丁目にそれぞれ出入り口を建設する予定である。2021年の時点で、45丁目の出入り口は一日10000人の乗客が利用すると予想されていた。

### メザニン
当駅は地下2階建てだが、間にメザニン・レベルがある。地上から最低階まで175フィート (53 m) 以上の高低差があり、移動に10分程かかる。

### ホーム
地下に、(2階建て)×(2トンネル)×(島式ホーム1面2線)を有する。発着するLIRRの列車が通るトンネルは、パーク・アベニューの180フィート (55 m)地下にあり、同じ道の地下を通るメトロノース鉄道のトンネルの90フィート (27 m)下にある。
上述の通り、地下2階建ての両階に2本ずつトンネルがあり、トンネルそれぞれに島式ホーム1面2線、合計4面8線を有する。ホームは地下1階にある方が201番線から204番線を、地下2階にある方が301番線から304番線を割り振られている。

### 出入り口
MTAは当初、44丁目、45丁目、47丁目と48丁目に出入り口を建設することを計画していた:3:5。当駅の出入り口は、開業時点で44丁目、47丁目、48丁目、49丁目、45丁目と、グランド・セントラル・ノースとの接続がある46丁目にある:5–6。しかし、48丁目の出入り口付近の建物の所有者が大規模な工事を実施する意向であることから、同出入り口を、一時的に封鎖する可能性があることをMTAが発表した:7。

## 芸術
ニューヨーク市が手掛ける殆どの施設と同じく、パブリックアートが新設された。当駅には、キキ・スミスと草間彌生によるモザイク画が選ばれた。
キキ・スミスによるものは、自然を題材とした5つのガラスのモザイク画作品である。マディソン・コンコースにはイースト川に反射する太陽光を描いた、幅24メートルの「リバーライト」が飾られている。他の4作品は、ビーチを描いた「ウォーターズ・ウェイ」、葦と鹿が描かれた中に星座が散らばる「プレゼンス」、4匹の七面鳥がいる海景「スプリング」とかもめのいる水景を描いた「サウンド」で、すべてメザニン階に設置されている。
草間彌生による作品は、幅約37メートル、高さ約2メートルの壁画「愛のメッセージ、私の心から宇宙へ」であり、顔、太陽やかぼちゃなどが題材となっている。マディソン・コンコースに設置されている。草間はこの作品について、「このビジョンと私の人生すべてを、ニューヨークの人々に届けること。それが私の願いです」とコメントした。